# Bisdom Mbinga
Het bisdom Mbinga (Latijn: Dioecesis Mbingaensis) is een rooms-katholiek bisdom met als zetel Mbinga in Tanzania. Het is een suffragaan bisdom van het aartsbisdom Songea. Het bisdom werd in 1986 opgericht. Hoofdkerk is de Sint-Kiliankathedraal. 
In 2019 telde het bisdom 34 parochies. Het bisdom heeft een oppervlakte van 11.400 km². Het telde in 2019 601.000 inwoners waarvan 85% rooms-katholiek was. 

## Bisschoppen
- Emmanuel Mapunda (1986-2011)
- John Chrisostom Ndimbo (2011-)